# Domènec Ruiz Devesa
Domènec Ruiz Devesa (nascido em 1978) é um político espanhol que foi eleito membro do Parlamento Europeu em 2019.